# Лаббе, Карлос
Карлос Лаббе́ (исп.  Carlos Labbé Jorquera, 28 января 1977, Сантьяго) — чилийский писатель, сценарист, литературный критик, издатель.

## Биография
Закончил Католический университет в Сантьяго, защитил диплом по творчеству Онетти и магистерскую диссертацию по прозе Боланьо. Помимо прозы и литературной критики, писал песни, играл в поп-ансамблях. С 2010 вместе с женой живет в США (Нью-Джерси, а затем Нью-Йорк).

## Произведения

### Романы
- Pentagonal: incluidos tú y yo, 2001 (гипертекстуальный роман, )
- Libro de plumas, Ediciones B, Chile, 2004
- Navidad y Matanza, Periférica, Cáceres, 2007 (пер. на нем. яз. 2010)
- Locuela (2009)
- Piezas secretas contra el mundo (2012)

### Новеллы
- Caracteres blancos, Sangría, 2010 (Periférica, 2011)

### Сольные музыкальные альбомы
- Doce canciones para Eleodora (2007)
- Monicacofonía (2008)
- Mi nuevo órgano (2011)

## Признание
Премия Национального книжного совета (2003). Премия Педро Сиенны за киносценарий (2008, ). В 2010 британский журнал Гранта назвал Лаббе среди наиболее интересных молодых авторов, пишущих по-испански ().